# Бабышкино
Бабышкино (укр. Бабишкине), село, 
Чорненский сельский совет,
Великобурлукский район,
Харьковская область.
Код КОАТУУ — 6321485503.

## Географическое положение
Село Бабышкино находится в 3-х км от реки Плотва,
на расстоянии в 1 км расположены сёла Слизнево и Березки (Нефедовка).
Рядом с селом небольшой лесной массив урочище Мертелов.
Возле села небольшой песчаный карьер.

## История
В 1997 г. село Бабышкино присоединено к селу Нефедовка .